# Deánfalva
Deánfalva (szlovákul Ďanová) község Szlovákiában, a Zsolnai kerületben, a Turócszentmártoni járásban.

## Fekvése
Turócszentmártontól 15 km-re délre fekszik.

## Története
1252-ben, más források szerint 1327-ben „villa Janka” néven említik először. 1331-ben „Gyan”, 1436-ban „Dyanfalva” néven említik.
A 18. század végén Vályi András így ír róla: „DIÁNFALVA. Dianova. Tót falu Turócz Vármegyében, földes Ura Gróf Révay, és Báró Prónay Uraságok, lakosai katolikusok, és evangelikusok, fekszik Neczpalnak szomszédságában, mellynek filiája, Ivantsinátol mint egy mértföldnyire, Blaticznának is szomszédságában, nevezetes javakkal bővelkedik, legelője is elegendő, melly szép tulajdonságaira való nézve első Osztálybéli.”
Fényes Elek 1851-ben kiadott geográfiai szótárában így ír a faluról: „Diánfalva, (Dianova), Thurócz m. tót falu, a blatniczai patak mellett: 50 kath., 523 evang., 4 zsidó lak. Termékeny jó határ. F. u. a blatniczai uradalom. Ut. post. Th.-Zsámbokrét.”
A trianoni diktátumig Turóc vármegye Turócszentmártoni járásához tartozott.

## Népessége
| Év:            | 1994. | 2004.   | 2014.    | 2024.   |
| -------------- | ----- | ------- | -------- | ------- |
| Emberek száma: | 474   | 488     | 559      | 554     |
| Eltérés:       |       | +2,95 % | +14,54 % | -0,89 % |

| Év:            | 2023. | 2024.   |
| -------------- | ----- | ------- |
| Emberek száma: | 562   | 554     |
| Eltérés:       |       | -1,42 % |

1910-ben 447, túlnyomórészt szlovák lakosa volt.
2001-ben 485 lakosából 481 szlovák volt.
2011-ben 529 lakosából 509 szlovák.